# Gretz-Armainvilliers
 Gretz-Armainvilliers (prononcé [gʁɛ.t͡s‿aʁ.mɛ̃.vi.ˈlje]) est une commune française située dans le département de Seine-et-Marne, en région Île-de-France.

## Géographie

### Localisation
La commune est située sur le plateau de la Brie :
- 32 km de Paris ;
- 28 km de Melun ;
- 20 km du Parc Disneyland (Paris).

### Communes limitrophes
|                   | Pontcarré            | Favières        |
| Ozoir-la-Ferrière | Gretz-Armainvilliers | Tournan-en-Brie |
| Chevry-Cossigny   | Presles-en-Brie      |                 |

### Hydrographie

#### Réseau hydrographique

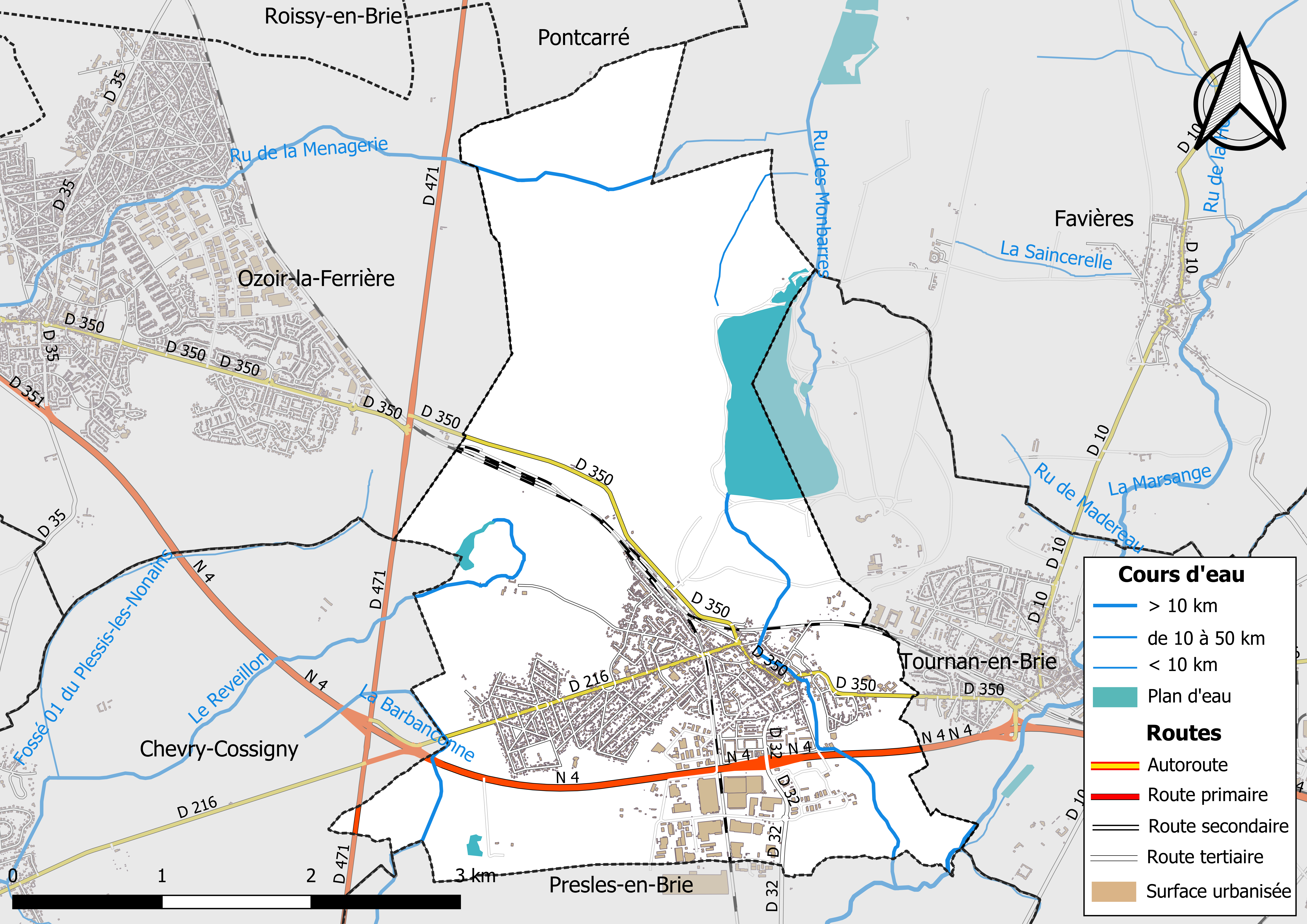
Carte des réseaux hydrographique et routier de Gretz-Armainvilliers.

Le réseau hydrographique de la commune se compose de huit cours d'eau référencés :
- le Réveillon, long de 21,6 km[1], prend sa source sur le territoire de la commune ;
- la Barbançonne, longue de 12,1 km[2], prend sa source sur le territoire de la commune ;
- le Ru de la Menagerie, long de 11 km[3] ;
- la Marsange, longue de 30,4 km[4], affluent de l'Yerres en rive droite ;
  - le ru de la Queue Mahot, 1,4 km[5], affluent de la Marsange. ;
  - le ru des Monbarres, 12,7 km[6], affluent de la Marsange.
- le canal 01 de la Commune de Gretz-Armainvilliers, 1,3 km[7] ;
- le cours d'Eau 01 de la Commune de Tournan-en-Brie, 0,5 km[8].

La longueur totale des cours d'eau sur la commune est de 8,61 km.

#### Gestion des cours d'eau
Afin d’atteindre le bon état des eaux imposé par la Directive-cadre sur l'eau du 23 octobre 2000, plusieurs outils de gestion intégrée s’articulent à différentes échelles : le SDAGE, à l’échelle du bassin hydrographique, et le SAGE, à l’échelle locale. Ce dernier fixe les objectifs généraux d’utilisation, de mise en valeur et de protection quantitative et qualitative des ressources en eau superficielle et souterraine. Le département de Seine-et-Marne est couvert par six SAGE, au sein du bassin Seine-Normandie.
La commune fait partie du SAGE « Yerres », approuvé le 13 octobre 2011. Le territoire de ce SAGE correspond au bassin versant de l’Yerres, d'une superficie de 1 017 km2, parcouru par un réseau hydrographique de 450 kilomètres de long environ, répartis entre le cours de l’Yerres et ses affluents principaux que sont : le ru de l'Étang de Beuvron, la Visandre, l’Yvron, le Bréon, l’Avon, la Marsange, la Barbançonne, le Réveillon. Le pilotage et l’animation du SAGE sont assurés par le syndicat mixte pour l’Assainissement et la Gestion des eaux du bassin versant de l’Yerres (SYAGE), qualifié de « structure porteuse ».

### Climat
Pour des articles plus généraux, voir Climat de l'Île-de-France et Climat de Seine-et-Marne.
En 2010, le climat de la commune est de type climat océanique dégradé des plaines du Centre et du Nord, selon une étude du CNRS s'appuyant sur une série de données couvrant la période 1971-2000. En 2020, Météo-France publie une typologie des climats de la France métropolitaine dans laquelle la commune est exposée à un climat océanique altéré et est dans une zone de transition entre les régions climatiques « Sud-ouest du bassin Parisien » et « Nord-est du bassin Parisien ».
Pour la période 1971-2000, la température annuelle moyenne est de 10,9 °C, avec une amplitude thermique annuelle de 15,3 °C. Le cumul annuel moyen de précipitations est de 719 mm, avec 11 jours de précipitations en janvier et 7,8 jours en juillet. Pour la période 1991-2020, la température moyenne annuelle observée sur la station météorologique la plus proche, située sur la commune de Torcy à 14 km à vol d'oiseau, est de 12,1 °C et le cumul annuel moyen de précipitations est de 716,4 mm,. Pour l'avenir, les paramètres climatiques de la commune estimés pour 2050 selon différents scénarios d'émission de gaz à effet de serre sont consultables sur un site dédié publié par Météo-France en novembre 2022.

### Milieux naturels et biodiversité

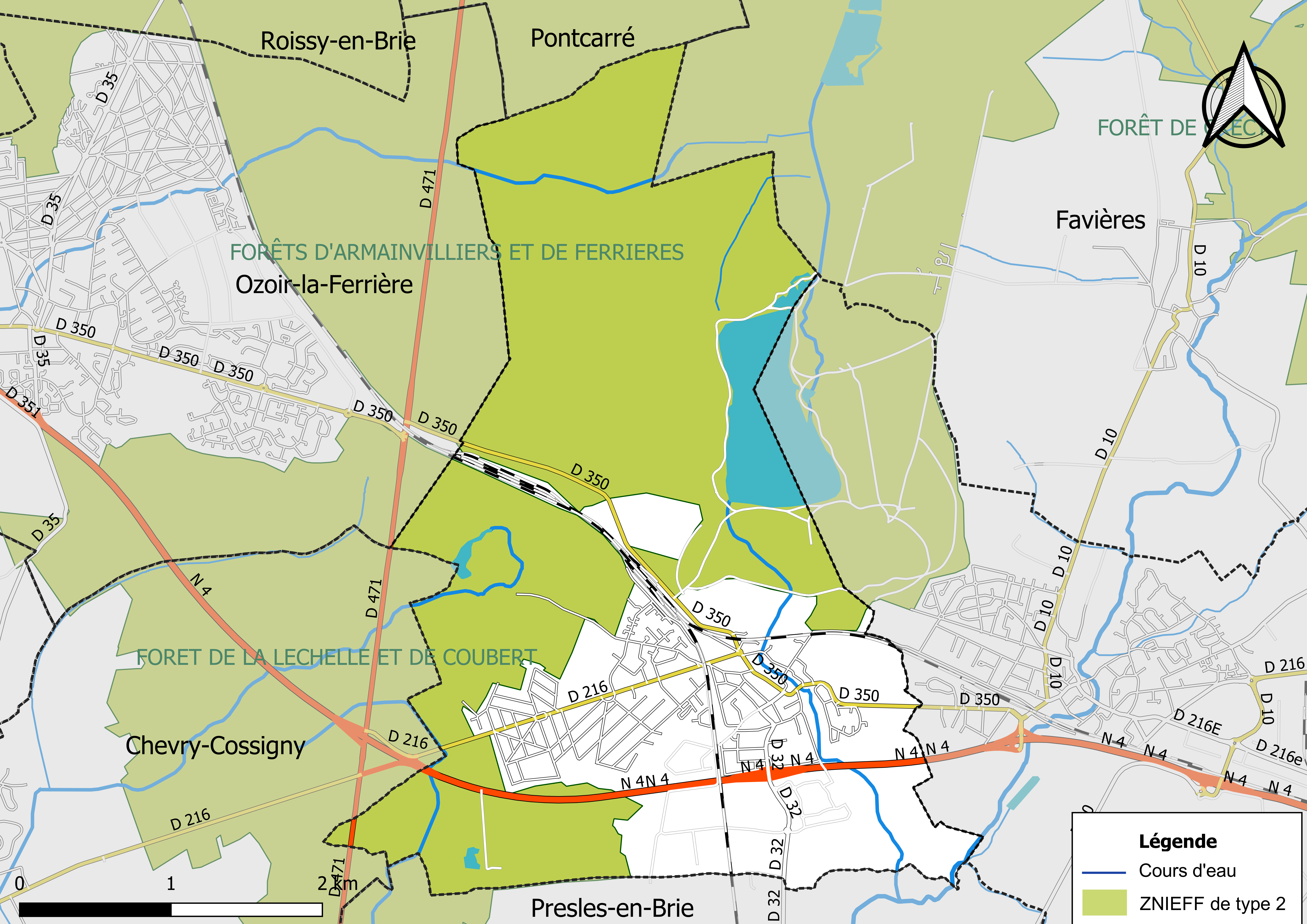
Carte des ZNIEFF de type 2 localisées sur la commune.

L’inventaire des zones naturelles d'intérêt écologique, faunistique et floristique (ZNIEFF) a pour objectif de réaliser une couverture des zones les plus intéressantes sur le plan écologique, essentiellement dans la perspective d’améliorer la connaissance du patrimoine naturel national et de fournir aux différents décideurs un outil d’aide à la prise en compte de l’environnement dans l’aménagement du territoire.
Le territoire communal de Gretz-Armainvilliers comprend deux ZNIEFF de type 2,, :
- la « forêt de la Léchelle et de Coubert » (2 069,22 ha), couvrant 9 communes du département[20] ;
- les « forêts d'Armainvilliers et de Ferrières » (5 682,94 ha), couvrant 12 communes du département[21].

## Urbanisme

### Typologie
Au 1er janvier 2024, Gretz-Armainvilliers est catégorisée centre urbain intermédiaire, selon la nouvelle grille communale de densité à sept niveaux définie par l'Insee en 2022.
Elle appartient à l'unité urbaine de Gretz-Armainvilliers, une agglomération intra-départementale regroupant deux  communes, dont elle est une commune de la banlieue,,. Par ailleurs la commune fait partie de l'aire d'attraction de Paris, dont elle est une commune de la couronne,. Cette aire regroupe 1 929 communes,.

### Lieux-dits et écarts
La commune compte 40 lieux-dits administratifs répertoriés consultables ici (source : le fichier Fantoir).

### Occupation des sols
L'occupation des sols de la commune, telle qu'elle ressort de la base de données européenne d’occupation biophysique des sols Corine Land Cover (CLC), est marquée par l'importance des forêts et milieux semi-naturels (55,8 % en 2018), une proportion sensiblement équivalente à celle de 1990 (56 %). La répartition détaillée en 2018 est la suivante : 
forêts (55,8% ), zones urbanisées (17,6% ), prairies (9,8% ), zones industrielles ou commerciales et réseaux de communication (6,2% ), espaces verts artificialisés, non agricoles (4,3% ), eaux continentales (3,5% ), terres arables (2,7 %).
Parallèlement, L'Institut Paris Région, agence d'urbanisme de la région Île-de-France, a mis en place un inventaire numérique de l'occupation du sol de l'Île-de-France, dénommé le MOS (Mode d'occupation du sol), actualisé régulièrement depuis sa première édition en 1982. Réalisé à partir de photos aériennes, le Mos distingue les espaces naturels, agricoles et forestiers mais aussi les espaces urbains (habitat, infrastructures, équipements, activités économiques, etc.) selon une classification pouvant aller jusqu'à 81 postes, différente de celle de Corine Land Cover,,. L'Institut met également à disposition des outils permettant de visualiser par photo aérienne l'évolution de l'occupation des sols de la commune entre 1949 et 2018.

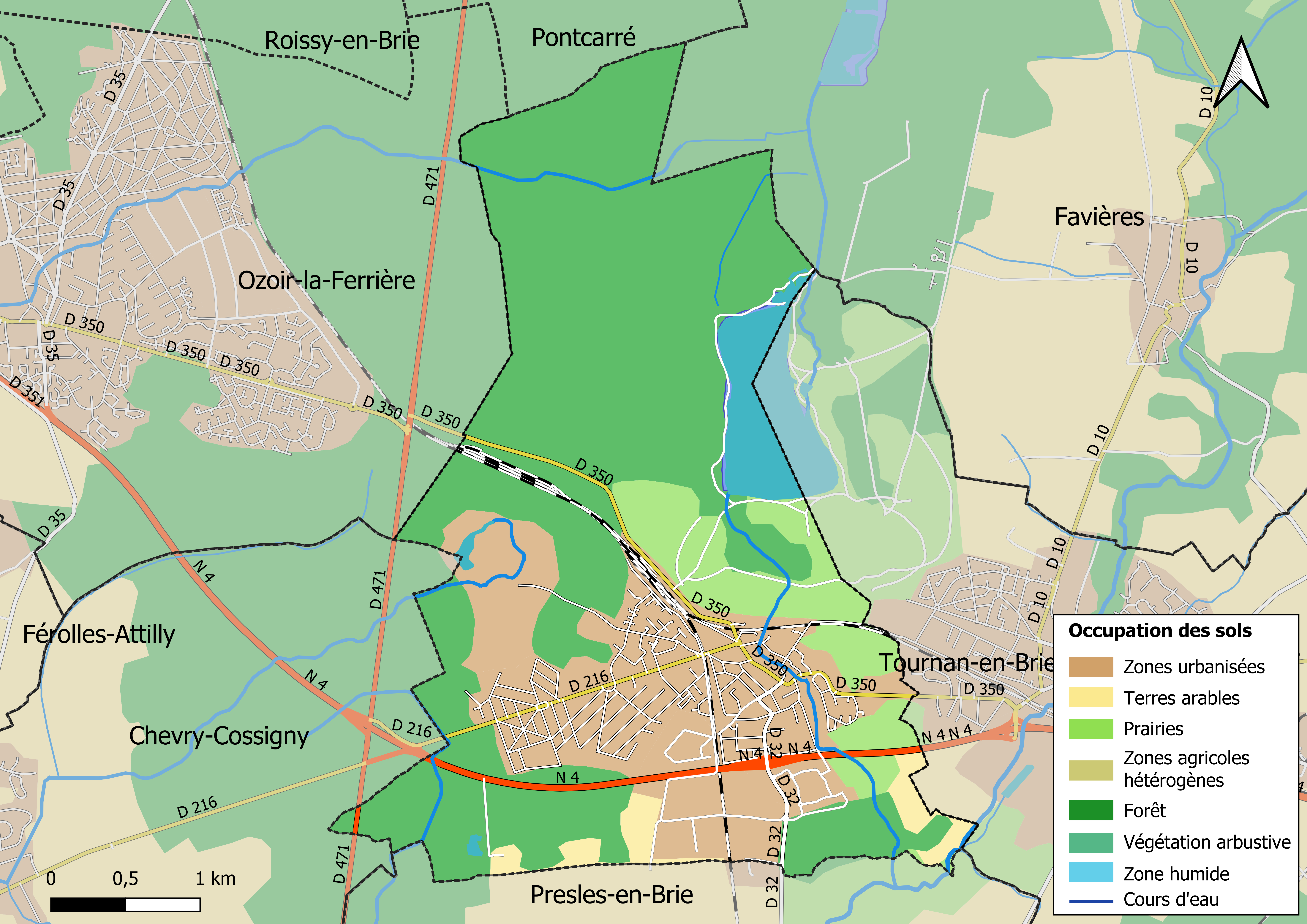
Carte des infrastructures et de l'occupation des sols en 2018 (CLC) de la commune.
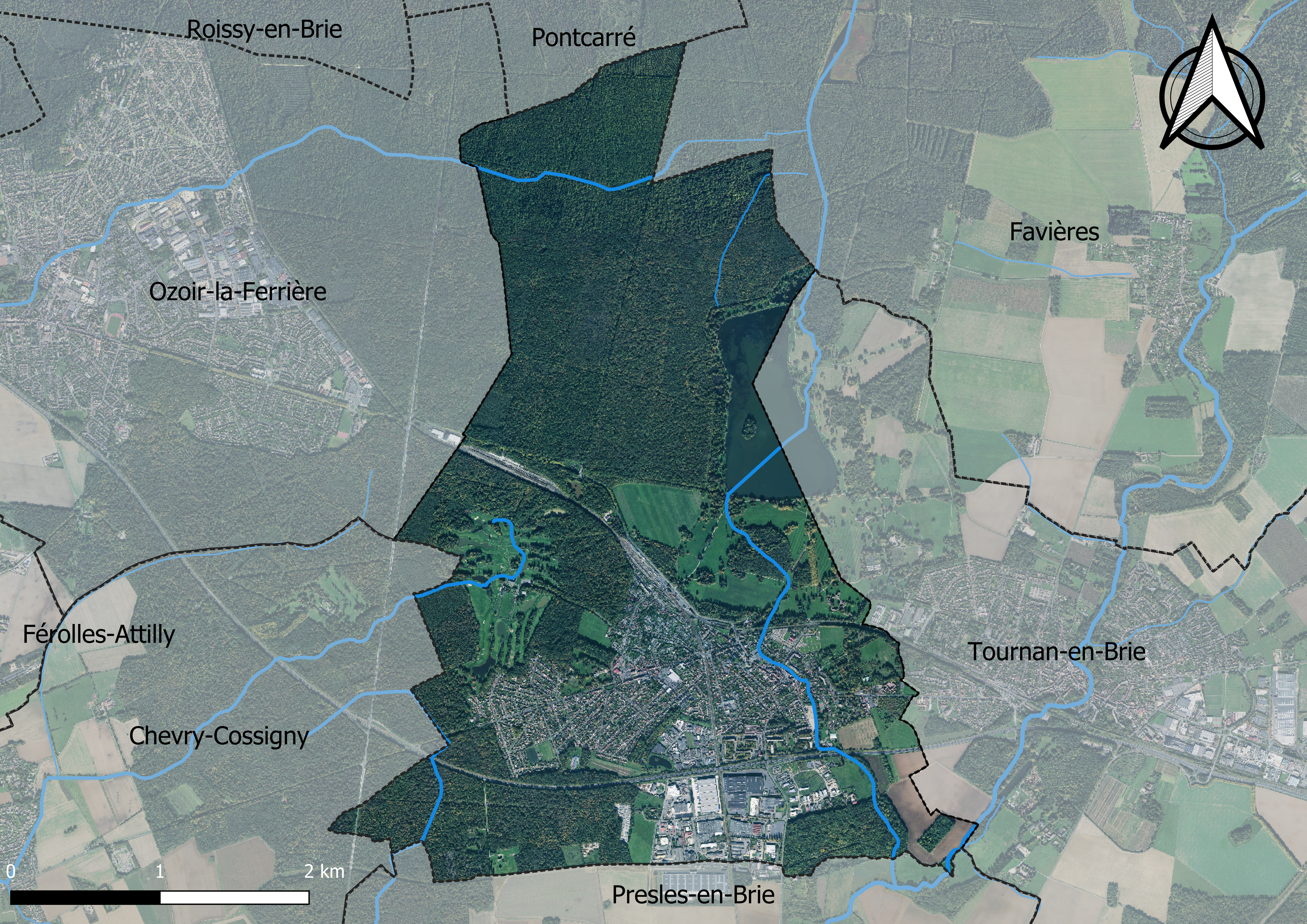
Carte orhophotogrammétrique de la commune.

### Planification
La loi SRU du 13 décembre 2000 a incité les communes à se regrouper au sein d’un établissement public, pour déterminer les partis d’aménagement de l’espace au sein d’un SCoT, un document d’orientation stratégique des politiques publiques à une grande échelle et à un horizon de 20 ans et s'imposant aux documents d'urbanisme locaux, les PLU (Plan local d'urbanisme). La commune est dans le territoire du SCOT Frange ouest du plateau de la Brie, dont le projet a été arrêté le 7 décembre 2010 et porté par le syndicat mixte d’études et de programmation (SMEP) des communes de la Frange Ouest du Plateau de Brie.
La commune disposait en 2019 d'un plan local d'urbanisme en révision. Le zonage réglementaire et le règlement associé peuvent être consultés sur le Géoportail de l'urbanisme.

### Logement
En 2016, le nombre total de logements dans la commune était de 3 638 dont 52,5 % de maisons et 47,2 % d'appartements.
Parmi ces logements, 94,7 % étaient des résidences principales, 0,6 % des résidences secondaires et 4,7 % des logements vacants.
La part des ménages fiscaux propriétaires de leur résidence principale s'élevait à 55,7 % contre 42,8 % de locataires dont, 22,1 % de logements HLM loués vides (logements sociaux) et, 1,5 % logés gratuitement.

### Voies de communication et transports
La commune est traversée par la RN 4, direction Paris ou Nancy.
La ville dispose de la gare de Gretz-Armainvilliers, desservie par les trains de la ligne E du RER.
Plusieurs lignes d'autobus y passent :
- 03, 11, 18, 30A et 121 du réseau de bus du Pays Briard ;
- N142 du Noctilien.

## Toponymie
Le nom de la localité est mentionné sous les formes « In pago Parisiaco in villa que dicitur Gressus » en 820 ; Gres en 1182 ; Gressium en 1209 ; Gresseium in Bria en 1280 () ; Gres en Brie en 1389 ; Gres en Brye en 1466 ; Grez en Brie en 1774 ; Grez au XVIIIe siècle ; Gretz ou Grès en 1829 ; Gretz-Armainvilliers (Décret du 21 octobre 1950).

## Histoire
Présence de ruines d'une tour carrée datant du XIIIe siècle et d'un château. Depuis au moins 1210, il existait une famille féodale locale, les de Gretz/de Grez,, issue de Barthélemy de Gretz, fils de Béatrice et mari d'Havise, seigneur de Nesles, père d'Hugues, Adam, Henri et Guillaume (seigneur de Gretz en 1249-1266). Appartiennent à cette famille le maréchal Jean de Gretz de Corbeil († 1318), fils d'autre Jean de Corbeil, et les prélats Guillaume († 1293) et Pierre de Grez († 1325), évêques d'Auxerre, ou Henri de Grez († 1246), évêque de Chartres. Les sire de Gretz, dès cette première famille, avaient aussi, au moins en bonne part, la forêt d'Armainvilliers (cf. Le site de l'ONF, sur Google, historique de la forêt d'Armainvilliers), mais pas la seigneurie qui était alors en la possession de seigneurs particuliers.
À la mort en 1325 de l'évêque d'Auxerre Pierre, seigneur de Gretz, fort endetté auprès du roi Charles, celui-ci saisit Gretz et le vend 1 000 livres à son cousin Philippe de Valois, qui le donne à son chambellan Jean Ier Viole d'Andrezel. Sous Charles VIII, Michel du Chastenez du Feuillet, maître d'Hôtel du roi, est seigneur de Gretz, qu'il vend en 1496 avec Marois, Combreux, Armainvilliers et Petit-Musse (à Gretz), à Jacques de (La) Mineray, maître d'Hôtel du roi, vicomte de Rouen, suivi par son fils François (fl. 1510-1526), lui-même père de Charles de (La) Mineray ; désormais Armainvilliers et Gretz ont les mêmes seigneurs (auparavant, Armainvilliers avait des seigneurs particuliers : l'abbé Lebeuf, dans son Histoire du diocèse de Paris abondamment reprise par Louis Michelin (, p. 527) en cite quelques-uns, comme Gaucher du Chastel en 1380 ; Jean de Rivière en 1397 ; Jean II de Popincourt sous Louis XI ; Pierre Turquant en 1470, auditeur au Châtelet). En 1580, Pierre de Sourhouette du/de Halde, écuyer et premier valet de chambre du Roi, capitaine-gouverneur d'Etaples, seigneur de Longvilliers, Marquise, Recques en Boulonnais et Dannes, Avrilly, châtelain de Beauche en Auxerrois, achète la seigneurie de Gretz-Armainvilliers ; il était l'époux de Lucrèce de Mauny, et le père de Charles et Diane du/de Halde († 1650, elle épouse successivement deux fils cadets du duc Charles d'Halluin : en 1587 Robert († 1587 à Coutras) et en 1588 Léonor († 1595 au siège de Doullens) ; puis François de Belleval-Rouvroy, † 1602 ; enfin Jacques de Machat de La Meschaussée-Pompadour).
En 1609, Pierre de Beringhen, Premier valet de chambre d'Henri IV puis de Louis XIII, acquiert Gretz-Armainvilliers, qui passe ensuite à son fils Henri (1603-1692 ; Premier valet de chambre, Premier écuyer du roi à la Petite-Ecurie, maréchal de camp, gouverneur de Marseille ; protestant, il doit fuir Richelieu et se réfugier aux Pays-Bas chez Maurice et Frédéric-Henri d'Orange-Nassau, aussi chez Gustave-Adolphe ; la famille de Beringhen posséda aussi le château d'Azay-le-Rideau, le domaine de la Rivière vers Thomery, Châteauneuf et Le Plessis-Bertrand en Bretagne, Louveciennes depuis 1685, la seigneurie de Tournan vers la mi-XVIIe siècle/1669 : désormais le seigneur de Tournan réside au château d'Armainvilliers), et à son petit-fils Jacques-Louis (1651-1723 ; Premier écuyer du roi ; en 1700, il échange Louveciennes avec Louis XIV contre l'ensemble de la châtellenie de Tournan, avec Châtres et Marles, et devient comte d'Armainvilliers le 4 juin 1704). Les trois fils de ce dernier se succèdent alors : Jacques-Louis II (1680-1723), l'évêque François-Charles (1691-1742), et Henri-Camille de Beringhen, † 1770. Ce dernier, criblé de dettes, vend les terres à Louis XV en 1761.
Le 28 mars 1762, Louis-Charles de Bourbon (1701-1775), duc d'Aumale et comte d'Eu, échangea avec Louis XV la principauté de Dombes contre le duché de Gisors et les terres de Gretz-Armainvilliers et de Pontcarré. Sa succession passa à la branche collatérale des Bourbon-Penthièvre, puis aux Orléans (Louise Marie de Bourbon-Penthièvre, Madame Égalité, mère de Louis-Philippe, en apportant l'héritage).
En 1890, Clément Ader décolla avec le premier avion du monde appelé Éole.
Le 22 juin 1944 les installations ferroviaires de Gretz-Armainvilliers ont été bombardées par la 8th US Air Force simultanément avec la ville de Tournan-en-Brie. Des recherches récentes dans les archives américaines, désormais accessibles, permettent de connaitre dans le détail le déroulement de ce bombardement.
L’escadrille de 52 bombardiers B-24 Liberator, volant en formation de quatre Combat box de 12 à 13 avions chacun, avait trois objectifs précis. Deux des Combat box ont pris pour cible la gare de triage, un autre la gare elle-même et l’embranchement vers Bâle-Mulhouse, le dernier a bombardé le centre-ville de Tournan-en-Brie. Pour parfaitement repérer et viser les cibles l’escadrille avait pour ordre d’effectuer un premier passage au-dessus de Tournan-en-Brie et de Gretz-Armainvilliers avant de revenir pour lâcher les bombes, ce qui fut fait.
C’est en application du Transportation Plan destiné à retarder l’acheminement des renforts allemands vers le front de Normandie, où la bataille était encore indécise quinze jours après le débarquement que ces trois objectifs ont été bombardés. Les 100 tonnes de bombes qui furent déversées entre 19h14 et 19h20 sur les trois objectifs ont effectivement coupé pour un temps les liaisons ferroviaires et routières vers l’est. Le triage de Gretz-Armainvilliers a été rendu inutilisable jusqu’à la fin de la guerre. Les Allemands s’efforceront, à marche forcée, de rétablir la liaison ferroviaire Paris-Mulhouse, et de faire déblayer le centre de Tournan-en-Brie pour que la circulation routière vers l’est puisse reprendre au plus vite.

## Politique et administration

### Rattachements administratifs et électoraux
Gretz-Armainvilliers se trouve dans le département de Seine-et-Marne. Rattachée depuis la Révolution française à l'arrondissement de Melun, elle intègre le 1er janvier 2017 l'arrondissement de Torcy afin de faire coïncider les limites d'arrondissement et celles des intercommunalités.
Elle fait partie depuis 1988 de la neuvième circonscription de Seine-et-Marne.
La commune faisait partie 1793 du canton de Tournan-en-Brie avant d'être rattachée au canton d'Ozoir-la-Ferrière dans le cadre du redécoupage cantonal de 2014 en France.

### Intercommunalité
La commune fait partie de la communauté de communes Les Portes Briardes Entre Ville et Forêts, créée fin 2009.

### Liste des maires
| Période   | Période                   | Identité                | Étiquette     | Qualité |
| --------- | ------------------------- | ----------------------- | ------------- | --- |
| 1793      | 1795                      | Alexis Herbunot         |               | |
| 1800      | 1807                      | Louis Marchand          |               | |
| 1808      | 1816                      | Nicolas Lesueur-Florent |               | |
| 1816      | 1822                      | Claude Poilblans        |               | |
| 1823      | 1828                      | Pierre Margery          |               | |
| 1828      | 1830                      | Alexandre Lecluse       |               | |
| 1830      | 1836                      | Félix Poilblans         |               | |
| 1836      | 1837                      | Jean Houdet             |               | |
| 1837      | 1838                      | Jean Duchatel           |               | |
| 1838      | 1839                      | Charles Mauny           |               | |
| 1839      | 1855                      | Georges Quettier        |               | |
| 1855      | 1860                      | Jean Louvet             |               | |
| 1860      | 1874                      | Jacques Toiray          |               | |
| 1874      | 1876                      | Romain Seigneur         |               | |
| 1876      | 1878                      | Alphonse Morand         |               | |
| 1878      | 1881                      | Auguste Dumont          |               | |
| 1881      | 1882                      | Alphonse Morand         |               | |
| 1882      | 1888                      | Baptiste Meunier        |               | |
| 1888      | 1904                      | Emile Pochard           |               | |
| 1904      | 1919                      | Théotime Jouas          |               | |
| 1919      | 1937                      | Arthur Papon            | Centre-gauche | Industriel et notaire Conseiller général de Tournan-en-Brie (1923 → 1937) Président du conseil général de Seine-et-Marne (1937) Chevalier de la Légion d'honneur |
| 1938      | 1944                      | Henri Hequet            |               | |
| 1944      | 1947                      | Paul Adnot              |               | |
| 1947      | 1955                      | Georges Travers         |               | |
| 1955      | 1958                      | Maurice Papon           |               | Fils d'Arthur Papon Préfet régional en Algérie |
| 1958      | mars 1959                 | Anatole Gaucherot       |               | |
| mars 1959 | mars 1971                 | Maurice Perrin          |               | |
| mars 1971 | mars 2001                 | Gilbert Pillet          | DVD           | Expert-comptable Conseiller général de Tournan-en-Brie (1976 → 1998)                                                                                             |
| mars 2001 | En cours (au 30 mai 2020) | Jean-Paul Garcia Robin  | DVD           | Médecin généraliste Conseiller général de Tournan-en-Brie (2004 → 2011) Réélu pour le mandat 2014-2020, Réélu pour le mandat 2020-2026                           |

## Équipements et services

### Eau et assainissement
L’organisation de la distribution de l’eau potable, de la collecte et du traitement des eaux usées et pluviales relève des communes. La loi NOTRe de 2015 a accru le rôle des EPCI à fiscalité propre en leur transférant cette compétence. Ce transfert devait en principe être effectif au 1er janvier 2020, mais la loi Ferrand-Fesneau du 3 août 2018 a introduit la possibilité d’un report de ce transfert au 1er janvier 2026,.

#### Assainissement des eaux usées
En 2020, la gestion du service d'assainissement collectif de la commune de Gretz-Armainvilliers est assurée par le SICTEU Gretz-Armainvillers, Liverdy-en-Brie, Presles-en-Brie et Tournan-en-Brie pour le transport et la dépollution. Ce service est géré en délégation par une entreprise privée, dont le contrat arrive à échéance le 30 juin 2026,,.
L’assainissement non collectif (ANC) désigne les installations individuelles de traitement des eaux domestiques qui ne sont pas desservies par un réseau public de collecte des eaux usées et qui doivent en conséquence traiter elles-mêmes leurs eaux usées avant de les rejeter dans le milieu naturel. La commune assure le service public d'assainissement non collectif (SPANC), qui a pour mission de vérifier la bonne exécution des travaux de réalisation et de réhabilitation, ainsi que le bon fonctionnement et l’entretien des installations. Cette prestation est déléguée à l'entreprise Suez,.

#### Eau potable
En 2020, l'alimentation en eau potable est assurée par le SMAEP de la région de Tournan-en-Brie qui en a délégué la gestion à l'entreprise Suez, dont le contrat expire le 11 mars 2031,,.

## Population et société

### Démographie

#### Évolution démographique
L'évolution du nombre d'habitants est connue à travers les recensements de la population effectués dans la commune depuis 1793. Pour les communes de moins de 10 000 habitants, une enquête de recensement portant sur toute la population est réalisée tous les cinq ans, les populations de référence des années intermédiaires étant quant à elles estimées par interpolation ou extrapolation. Pour la commune, le premier recensement exhaustif entrant dans le cadre du nouveau dispositif a été réalisé en 2004.

En 2022, la commune comptait 8 682 habitants, en évolution de −0,7 % par rapport à 2016 (Seine-et-Marne : +3,92 %, France hors Mayotte : +2,11 %).
| 1793 | 1800 | 1806 | 1821 | 1831 | 1836 | 1841 | 1846 | 1851 |
| ---- | ---- | ---- | ---- | ---- | ---- | ---- | ---- | ---- |
| 479  | 452  | 440  | 467  | 443  | 446  | 426  | 335  | 429  |

| 1856 | 1861 | 1866 | 1872 | 1876 | 1881 | 1886 | 1891 | 1896  |
| ---- | ---- | ---- | ---- | ---- | ---- | ---- | ---- | ----- |
| 434  | 533  | 618  | 594  | 634  | 642  | 855  | 912  | 1 012 |

| 1901  | 1906  | 1911  | 1921  | 1926  | 1931  | 1936  | 1946  | 1954  |
| ----- | ----- | ----- | ----- | ----- | ----- | ----- | ----- | ----- |
| 1 008 | 1 118 | 1 181 | 1 320 | 1 578 | 1 725 | 1 925 | 2 021 | 2 265 |

| 1962  | 1968  | 1975  | 1982  | 1990  | 1999  | 2004  | 2006  | 2009  |
| ----- | ----- | ----- | ----- | ----- | ----- | ----- | ----- | ----- |
| 3 119 | 4 559 | 7 127 | 7 330 | 7 246 | 7 613 | 7 781 | 7 751 | 7 925 |

| 2014  | 2019  | 2022  | - | - | - | - | - | - |
| ----- | ----- | ----- | - | - | - | - | - | - |
| 8 578 | 8 476 | 8 682 | - | - | - | - | - | - |

#### Pyramide des âges
La population de la commune est relativement jeune. En 2018, le taux de personnes d'un âge inférieur à 30 ans s'élève à 39,4 %, soit un taux proche de la moyenne départementale (39,6 %). Le taux de personnes d'un âge supérieur à 60 ans (20,4 %) est légèrement supérieur au taux départemental (19,9 %).
En 2018, la commune comptait 4 136 hommes pour 4 430 femmes, soit un taux de 51,72 % de femmes, supérieur au taux départemental (51,31 %).
Les pyramides des âges de la commune et du département s'établissent comme suit :
| Hommes | Classe d’âge | Femmes |
| ------ | ------------ | ------ |
| 0,4    | 90 ou +      | 0,8    |
| 4,8    | 75-89 ans    | 7,6    |
| 13,2   | 60-74 ans    | 14,0   |
| 20,6   | 45-59 ans    | 20,0   |
| 19,3   | 30-44 ans    | 20,3   |
| 18,2   | 15-29 ans    | 17,7   |
| 23,4   | 0-14 ans     | 19,5   |

| Hommes | Classe d’âge | Femmes |
| ------ | ------------ | ------ |
| 0,4    | 90 ou +      | 1,2    |
| 4,9    | 75-89 ans    | 6,5    |
| 13,6   | 60-74 ans    | 14,3   |
| 20,2   | 45-59 ans    | 19,8   |
| 20,1   | 30-44 ans    | 20,6   |
| 19,2   | 15-29 ans    | 17,9   |
| 21,7   | 0-14 ans     | 19,7   |

### Enseignement
- Le collège Hutinel ;
- L'école Georges-Travers (maternelle, élémentaire) ;
- L'école Victor-Hugo (maternelle, élémentaire) ;
- L'école Leclerc (maternelle, élémentaire) ;
- Des lycées à Roissy-en-Brie, Tournan-en-Brie, Ozoir-la-Ferrière.

### Sports

#### Équipements sportifs
- Gymnase Victor-Hugo ;
- Gymnase Hutinel ;
- Stade Lucien-Laumondé (350 places assises) ;
- Stade du Val-des-Dames ;
- Courts de tennis Gretz - résidence Champagne ;
- Salle polyvalente.

#### Activités sportives
Le handball, le rugby et le football sont les sports phares de cette commune.
- Tennis
- Judo, aïkido
- Terrains de pétanque
- Volley-ball
- Handball
- Football
- Basket
- Vovinam Vietvodao
- Gymnastique artistique
- Tennis de table
- Karaté

#### Le SC Gretz-Tournan handball
Club formateur ayant à de nombreuses reprises obtenu le label d'or et le label d'argent de la fédération française pour son école de handball qui est d'ailleurs devenue championne de Seine-et-Marne en 2009. Le club est désormais présidé par Guillaume Febvret.

#### Le SC Gretz-Tournan karaté
Le club de Karaté de Gretz-Tournan est affilié à la Fédération Française de Karaté. Ce club accueille des enfants à partir de quatre ans comme des adultes, des débutants ou des pratiquants confirmés. Des stages d'initiation au Karaté ont également été dispensés par des experts de ce domaine tels que Serge Serfati.

### Manifestations culturelles et festivités
- Fête patronale : la fête de la Saint-Jean, le dimanche le plus près du 24 juin.
- Chasse, pêche, randonnées en forêt, passage du GR14.
- Brocante vers la fin avril, mi-septembre et novembre.
- Salon du Vin et de la Gastronomie le troisième week-end de novembre.
- Festival de la BD tous les deux ans, co-organisé avec l'association Bulle d'Encre

### Cultes
- Le Centre védantique Ramakrishna est le centre védantique en France de la Mission Ramakrishna.

## Économie

### Revenus de la population et fiscalité
En 2017, le nombre de ménages fiscaux de la commune était de 3 336 (dont 62 % imposés), représentant 8 731 personnes et la médiane du revenu disponible par unité de consommation de 21 810 euros.

### Emploi
En 2017 , le nombre total d’emplois dans la zone était de 2 932, occupant 3 765 actifs résidants.
Le taux d'activité de la population (actifs ayant un emploi) âgée de 15 à 64 ans s'élevait à 67,6 % contre un taux de chômage de 8,3 %.
Les 24,1 % d’inactifs se répartissent de la façon suivante : 11,2 % d’étudiants et stagiaires non rémunérés, 5,6 % de retraités ou préretraités et 7,4 % pour les autres inactifs.

### Entreprises et commerces
En 2015, le nombre d'établissements actifs était de 671 dont 2 dans l'agriculture-sylviculture-pêche, 41 dans l’industrie, 108 dans la construction, 461 dans le commerce-transports-services divers et 59 étaient relatifs au secteur administratif.
Ces établissements ont pourvu 2 441 postes salariés.
La ville compte de nombreux commerces et supermarchés, mais également deux zones : une artisanale et une industrielle, ainsi qu'un golf.
- Supermarchés :
  - Leader Price
  - Intermarché - Centre commercial Victor-Hugo
  - Carrefour City
  - Primeurs Entrepôt
- Z.I. :
  - Siège Social de Leader Price
  - PVI ou Power Vehicle Innovation
  - ROT
  - Soripa Gastronomie
  - Trans Imprim
  - Team technologie
- Restaurants :
  - McDonald's
  - Kebab
  - Le Penthièvre
  - Le Dragon Céleste
  - Tokyorama
- Marché : le vendredi

### Secteurs d'activité

#### Agriculture
Gretz-Armainvilliers est dans la petite région agricole dénommée la « Brie boisée », une partie de la Brie autour de Tournan-en-Brie. En 2010, l'orientation technico-économique de l'agriculture sur la commune est l'élevage de bovins pour le lait.
Si la productivité agricole de la Seine-et-Marne se situe dans le peloton de tête des départements français, le département enregistre un double phénomène de disparition des terres cultivables (près de 2 000 ha par an dans les années 1980, moins dans les années 2000) et de réduction d'environ 30 % du nombre d'agriculteurs dans les années 2010. Cette tendance se retrouve au niveau de la commune où le nombre d’exploitations est passé de 4 en 1988 à 2 en 2010. Parallèlement, la taille de ces exploitations diminue, passant de 16 ha en 1988 à 8 ha en 2010.
Le tableau ci-dessous présente les principales caractéristiques des exploitations agricoles de Gretz-Armainvilliers, observées sur une période de 22 ans :
|                                      | 1988 | 2000 | 2010 |
| ------------------------------------ | ---- | ---- | ---- |
| Dimension économique,                |      |      |      |
| Nombre d’exploitations (u)           | 4    | 2    | 2    |
| Travail (UTA)                        | 5    | 1    | 1    |
| Surface agricole utilisée (ha)       | 63   | 17   | 15   |
| Cultures                             |      |      |      |
| Terres labourables (ha)              | s    | 0    | 0    |
| Céréales (ha)                        | 0    |      |      |
| dont blé tendre (ha)                 | 0    |      |      |
| dont maïs-grain et maïs-semence (ha) | 0    |      |      |
| Tournesol (ha)                       | s    |      |      |
| Colza et navette (ha)                | 0    |      |      |
| Élevage                              |      |      |      |
| Cheptel (UGBTA)                      | 63   | 8    | 5    |

## Culture locale et patrimoine

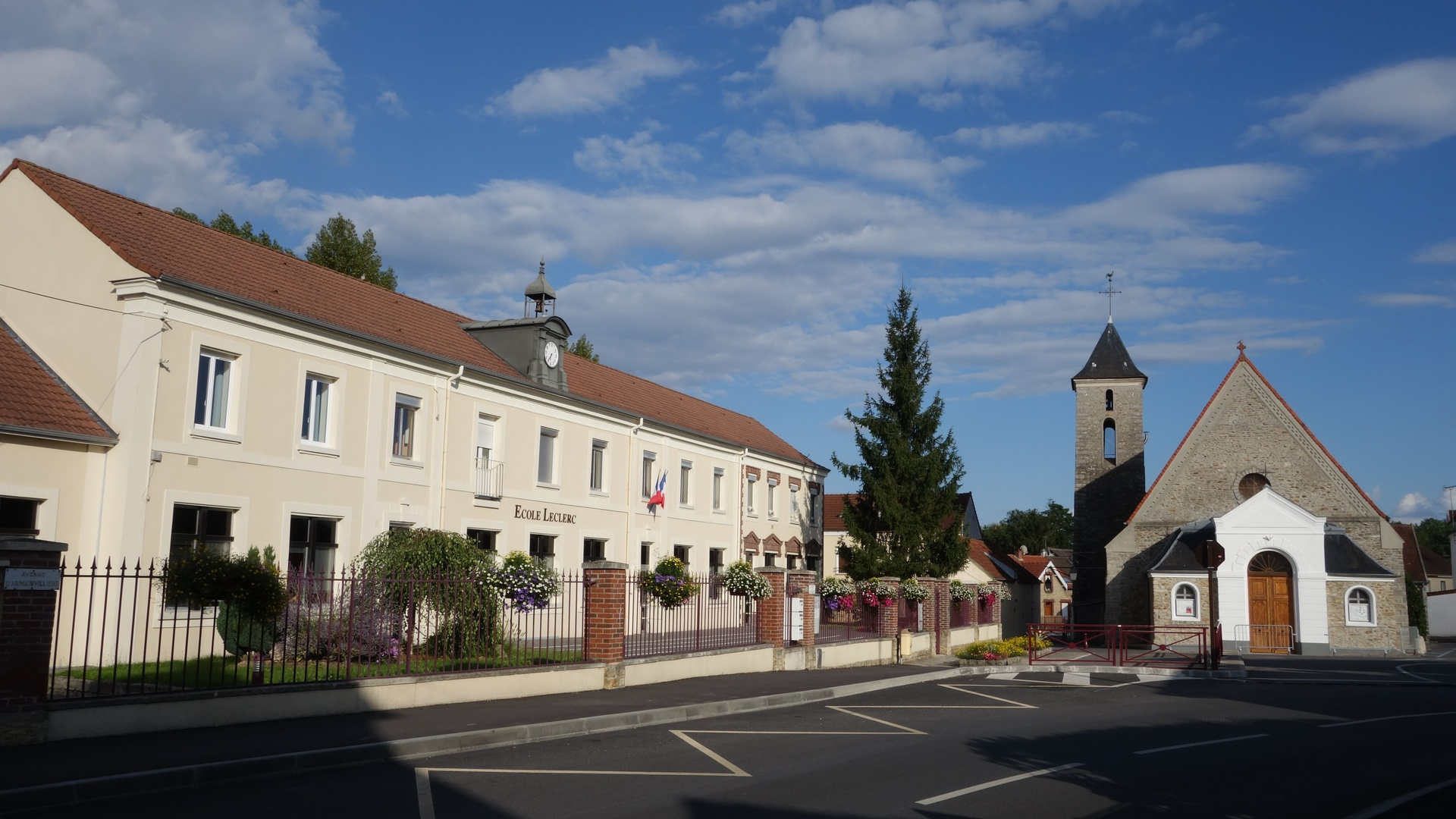
L'école Leclerc et l'église Saint-Jean-Baptiste.

### Lieux et monuments
- Château de Bois Vignolles du XIXe siècle, siège du PC Bruno en 1940.
- Château d'Armainvilliers : grande villa normande construite par Edmond de Rothschild en 1877 à l'emplacement du château du duc de Penthièvre.
- Église Saint-Jean-Baptiste : triptyque de la Vie de la Vierge (panneaux peints de la fin du XVe, classés, récemment attribués à Jean Changenet et terminés par Giovanni Grassi[74]), gisant de Jean de Gretz (1318) (MH), Vierge à l'Enfant en bois peint, deux dalles tumulaires XIIIe
- Centre védantique Ramakrishna, ashram hindouiste installé depuis 1948 dans une maison de maître entourée d'un grand parc à l'ouest de la ville.
- Parc du Val des Dames : l’arboretum s’étend sur 16 hectares et renferme une multitude d’espèces d’arbres venant des cinq continents, château du Val des Dames, Uranoscope de l'Île-de-France (planétarium et observatoire d'astronomie).
- Mémorial Clément-Ader.
- Golf Clément-Ader dans le domaine du château Péreire 48° 44′ 45″ N, 2° 42′ 51″ E.
- Château Pereire : propriété des frères Pereire, détruit en 1950.
- Forêt domaniale d'Armainvilliers, parc du domaine Péreire, étang d'Armainvilliers, étang de la Mare Pinçon, étang de la Barrière Noire, parcours de santé le long du golf dans la forêt.
- Uranoscope de l'Ile de France[75]

### Personnalités liées à la commune
- Sosthènes de La Rochefoucauld, duc de Doudeauville (1785-1864), Grand d'Espagne, aide-de-camp du roi Charles X de France, directeur (ministre) des Beaux Arts, député, commandeur de la Légion d'honneur, décédé au château d'Armainvilliers.
- Clément Ader, créateur du premier engin volant l'Éole, qu'il fit décoller le 9 octobre 1890 dans les jardins du domaine Pereire, aujourd'hui golf Clément-Ader.
- Les familles Pereire et Rothschild : en 1852, les frères Pereire avaient acquis une partie des forêts de Crécy et d'Armainvilliers, en bordure des domaines des Rothschild. Le château Pereire à Armainvilliers (atteint par des bombes en 1944, puis détruit) fut construit en 1862-1864. Ainsi, vers 1870, les voisins du domaine Pereire étaient : au nord, le magnifique château de Ferrières propriété d'Edouard de Rothschild, à l'est, le château Rothschild d'Armainvilliers, au bord d'un grand étang, propriété d'Edmond de Rothschild. Entre les Pereire et les Rothschild, dont les châteaux voisinaient, c'était une opposition irréductible, au point que le chef de gare de Gretz s'arrangeait pour éviter les rencontres.
- Maurice Papon, ancien maire de la commune (1955-1958), ancien préfet de police de Paris et ancien ministre, condamné en 1998 pour « complicité de crimes contre l'humanité », pour des décisions prises lorsqu'il était fonctionnaire du régime de Vichy.

### Héraldique
|  | Les armes de la ville se blasonnent ainsi : d’or au dragon de sinople, au chef d’azur chargé d’un vol de chauve souris d’argent. |